# Classe Nassau
La classe Nassau fu una classe di navi da battaglia della Kaiserliche Marine tedesca, composta da quattro unità, SMS Nassau, SMS Rheinland, SMS Posen, e la SMS Westfalen, entrate in servizio tra il 1909 e il 1910; fu la prima classe di navi da battaglia tipo dreadnought ad entrare in servizio con la Marina tedesca.
Tutte e quattro vennero impostate a metà del 1907, e completate fra maggio e settembre del 1910. A confronto con le coeve navi britanniche, le Nassau avevano un dislocamento inferiore ed un baglio massimo maggiore, inoltre, erano più lente di due nodi a causa dell'apparato propulsore formato da convenzionali motori a vapore verticali a tripla espansione rispetto alle innovative, per l'epoca, turbine a vapore delle navi britanniche. Inoltre le batterie principali da 280 mm erano di calibro inferiore a quelle britanniche (305 mm).
Dopo l'entrata in servizio nella Hochseeflotte, le quattro navi formarono un'unità distinta: la 2nd Division II. Geschwader (2ª divisione della II squadra da battaglia). Nel 1915, due navi, la Nassau e la Posen, presero parte alla Battaglia del golfo di Riga nel Mar Baltico, in cui si scontrarono con la pre-dreadnought russa Slava. Le navi della classe Nassau parteciparono alla battaglia dello Jutland del 31 maggio e primo giugno 1916 formando la squadra di retroguardia della linea da battaglia tedesca; subirono solo lievi danni inflitti dalle batterie secondarie britanniche e lievi perdite fra gli equipaggi. Alla fine della prima guerra mondiale, tutte e quattro le navi furono cedute agli Alleati come riparazione dei danni di guerra e demolite nei primi anni 1920.

## Il progetto

### Lo sviluppo

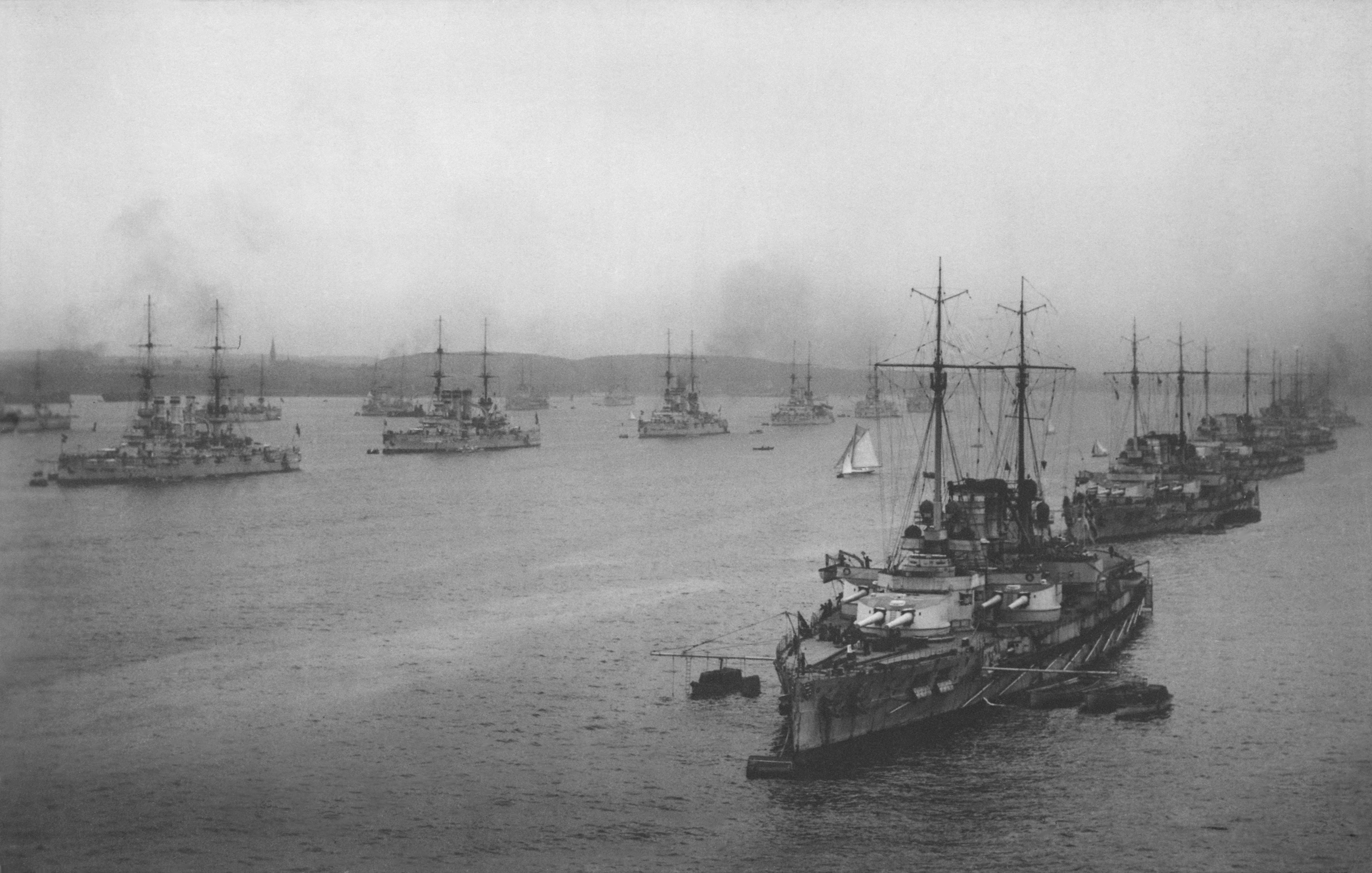
Le quattro unità della classe (a destra) nel porto di Kiel

Il varo nel 1906 della prima "corazzata monocalibro" del mondo, la britannica Dreadnought rese di colpo obsolete tutte le precedenti generazioni di navi da battaglia, non a caso ridesignate come "pre-dreadnought". Il primo emendamento alla Legge navale tedesca del 1900, approvato nel 1906 prima del varo della Dreadnought, prevedeva la costruzione di sei nuove navi da battaglia oltre ad altrettanti incrociatori corazzati e naviglio leggero vario: l'entrata in servizio della nuova nave britannica obbligava qualunque potenza che volesse competere con il Regno Unito a investire nella costruzione di questo più costoso tipo di unità, e ciò provocò forti resistenze nel Reichstag tedesco all'approvazione di nuove costruzioni navali, obbligando il ministro della marina ammiraglio Alfred von Tirpitz a far cadere la richiesta di nuove corazzate. L'emendamento così ridotto fu approvato il 19 maggio 1906, ma una settimana più tardi furono stanziati a favore della Marina fondi aggiuntivi per la costruzione di due navi da battaglia dal dislocamento di 18 000 tonnellate, unitamente ad altri per l'allargamento del Canale di Kiel e per il miglioramento delle strutture portuali.
Si aprì un dibattito in seno al ministero della marina (Reichsmarineamt) circa la costruzione di queste nuove unità; Tirpiz era favorevole a inseguire la Royal Navy nella costruzione di unità tipo dreadnought e della nuova tipologia degli incrociatori da battaglia in sviluppo nel medesimo periodo, utilizzando i fondi destinati originariamente ai nuovi incrociatori corazzati. Un secondo emendamento alla Legge navale fu approvato il 27 marzo 1908: esso stanziava un milione di Goldmark per la costruzione di nuove navi da battaglia che rimpiazzassero le obsolete navi corazzate delle classi Sachsen, Siegfried e Oldenburg e le pre-dreadnought della classe Brandenburg.

### Caratteristiche generali

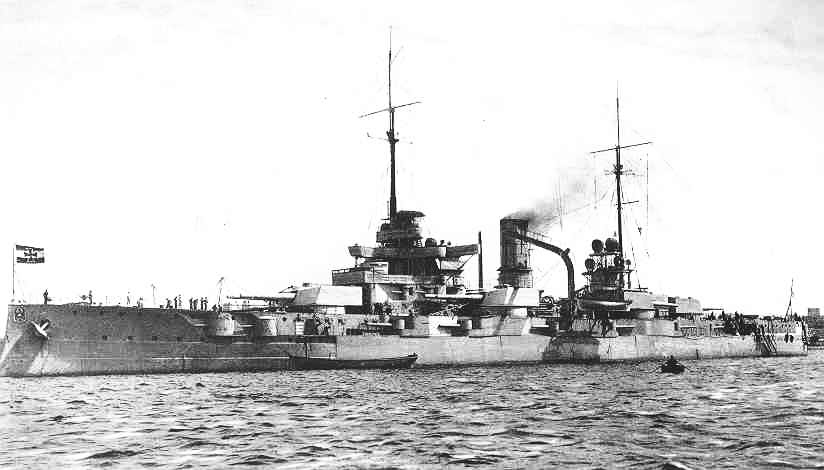
La Posen

Le Nassau avevano uno scafo lungo fuori tutto 146,1 metri, largo 26,9 metri e con un pescaggio di 8,9 metri; il rapporto lunghezza/larghezza di 5,45 le rendeva piuttosto "tozze" rispetto alle unità contemporanee: in una certa misura, la maggiore larghezza era dovuta alla disposizione di quattro torri d'artiglieria sulle fiancate, le quali necessitavano di uno scafo più largo. Il dislocamento standard era di 18 700 tonnellate, cifra che saliva a 21 000 con le unità a pieno carico. Lo scafo era suddiviso in 19 compartimenti stagni, tranne la Nassau che ne aveva solo 16; tutte e quattro le unità avevano un doppio fondo che copriva l'88% della chiglia.
Per come erano progettate le navi non erano particolarmente facili da gestire, anche in condizioni di mare calmo, e il loro movimento era piuttosto rigido. Le unità subivano un rollio molto inteso a causa del peso eccessivo delle torri lungo le fiancate, le quali causavano una grande altezza metacentrica che pur garantendo una buona stabilità alle navi come piattaforme di tiro, comportava un rollio in risonanza con la frequenza d'onda tipica del Mare del Nord; per ridurre questi problemi di rollio furono poi aggiunte agli scafi delle alette antirollio. A discapito dei loro problemi con il rollio, le Nassau si dimostrarono ben manovrabili e con un raggio di virata molto stretto; la perdita di velocità in caso di mare grosso era minima, ma saliva al 70% sotto tutto timone a causa delle aggiunte effettuate per contenere i problemi di rollio.

### Propulsione

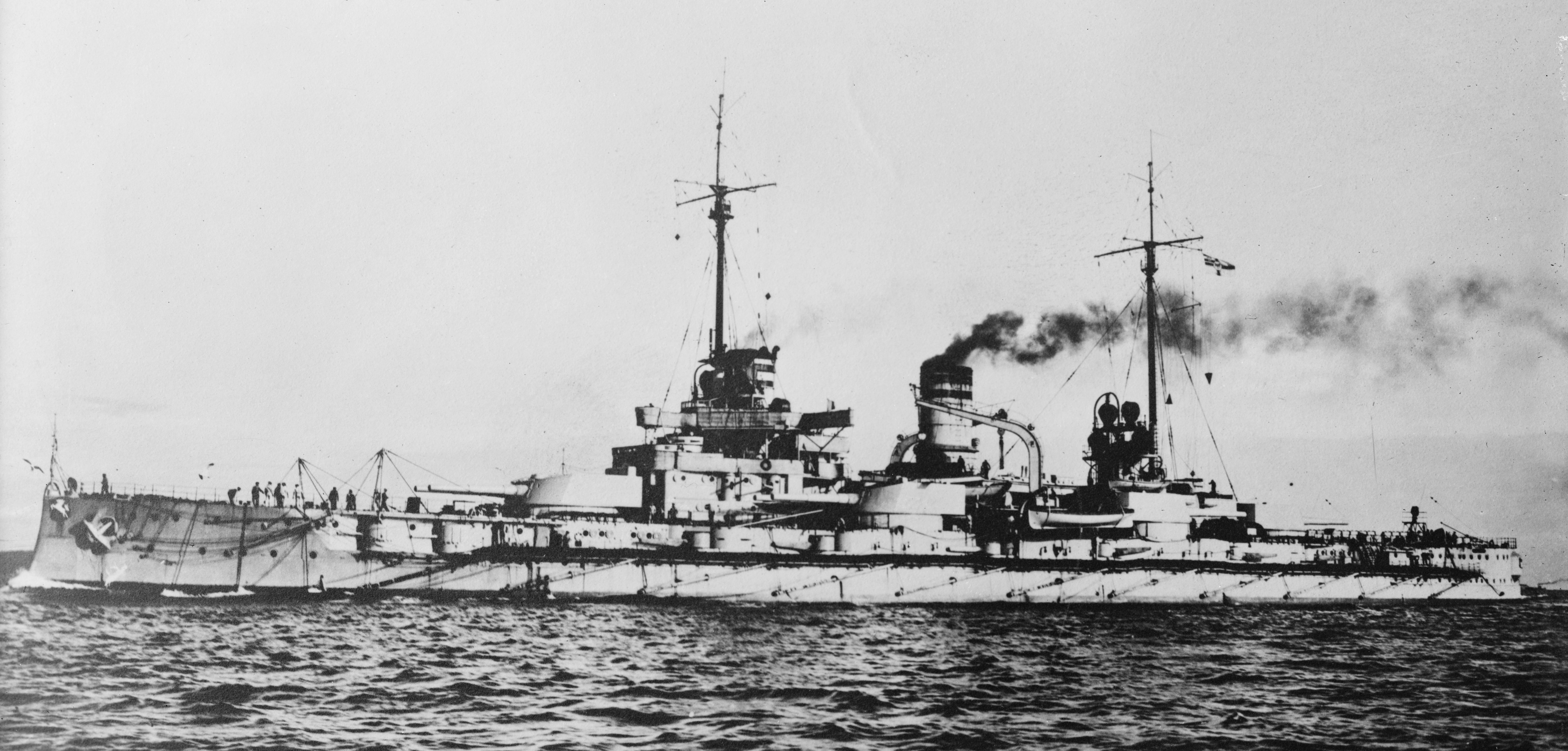
La Westfalen in navigazione

La Marina tedesca si dimostrò lenta ad adottare le avanzate turbine a vapore tipo Parsons installate sulla britannica Dreadnought, principalmente per le resistenze del dipartimento costruzioni navali della Marina e dello stesso ammiraglio Tirpitz. Le Nassau furono dotate degli obsoleti motori a vapore verticali a quattro cilindri, tripla espansione, con una potenza complessiva di 22 000 ihp;  ognuno dei tre alberi motore muoveva un'elica a tre pale del diametro di 5 metri. La velocità di progetto era di 19,5 nodi, ma alle prove le unità svilupparono una velocità di 20-20,2 nodi.
Il vapore per i motori era prodotto da dodici caldaie Schulz-Thornycroft, suddivise in sei sale caldaie; le torri d'artiglieria laterali e i loro magazzini delle munizioni dividevano gli organi propulsivi in tre gruppi separati, il che incrementava la capacità di sopravvivenza delle unità. Ciascuna nave imbarcava 2 700 tonnellate di carbone, ma furono poi modificate per portare anche 160 tonnellate di olio combustibile da spruzzare sopra al carbone per incrementarne il suo tasso calorico. L'energia elettrica era fornita da otto turbo-generatori i quali erogavano un totale di 1,280 kW a 225 V.

### Armamento
I motori a vapore verticali a tripla espansione occupavano gran parte dello spazio interno dello scafo, lasciando poco posto per i magazzini delle munizioni; senza depositi grandi a sufficienza per alimentare delle torri d'artiglieria disposte lungo l'asse centrale dello scafo, i progettisti disposero le sei torrette dell'artiglieria principale in un'insolita configurazione a esagono: una torre fu montata a prua, una a poppa e due su ogni lato dello scafo. La disposizione consentiva di fare fuoco con sei pezzi in avanti o indietro e con otto pezzi di fianco: questa era la stessa capacità della Dreadnought, ma le Nassau la raggiungevano solo grazie all'imbarco di una torre d'artiglieria in più anche se la presenza di torri doppie per lato forniva un'utile scorta di artiglieria pesante tenuta al riparo dal fuoco nemico.

Schema della disposizione delle torri d'artiglieria sulle Nassau

Le torri d'artiglieria principali erano armate con dodici cannoni da 28 cm SK L/45, due per torre; le ultime due unità della classe furono dotate di torri d'artiglieria di nuovo design, con un tronco più lungo di quelle delle prime due unità e una capacità di depressione incrementata di due gradi (-8° rispetto a -6°), mentre identica era la capacità di alzo (+20°). I proietti utilizzati pesavano 302 kg ed utilizzavano una carica di lancio primaria, contenuta in una cartuccia d'ottone, da 79 kg ed una secondaria, in sacche di seta, da 26 kg. I cannoni potevano sparare i proiettili a una velocità alla volata di 855 metri al secondo, per una gittata massima di 20 500 metri; a una distanza di 12 000 metri, i proiettili calibro 280 mm potevano penetrare più di 200 mm di corazzatura.
Il controllo del tiro era affidato ad otto telemetri, da 3 m di base: uno nella torre di comando, uno nella torre di poppa ed uno per ciascuna torretta, la soluzione di tiro veniva elaborata nella torre di comando veniva fornita alle torrette con segnalatori elettromeccanici. L'ufficiale di tiro della torretta eseguiva l'ordine di sparo, alla vista del segnale, ciò rendeva le salve non uniformi, "come ondate"; le torrette erano in grado di continuare il fuoco, in caso di interruzione delle comunicazioni con le torri di comando, utilizzando il proprio telemetro ed i propri strumenti analogici di calcolo.
L'armamento secondario si basava su dodici cannoni da 15 cm SK L/45 montati in casematte lungo il bordo dello scafo, utilizzavano proietti da 45.3 kg che venivano sparati ad una velocità di 835 m/s alla volata. L'alzo massimo era di 19 gradi, che consentiva una gittata massima di 14950 m. Erano installati anche sedici cannoni da 8,8 cm SK L/45 che utilizzavano un proietto da 10 kg alla velocità alla volata di 650 m/s, che, con un alzo massimo di 25 gradi raggiungevano una gittata massima di 9,600 m. Dopo il 1915, due dei pezzi da 8,8 cm furono rimossi e sostituiti con due cannoni da 8,8 cm antiaerei, mentre tra il 1916 e il 1917 tutti i restanti pezzi da 8,8 cm in casamatta furono sbarcati. Queste armi antiaeree utilizzavano un proietto leggermente più leggero, 9.6 kg, con una velocità alla volata di 765 m/s. L'alzo massimo era di 45 gradi con una gittata massima di 11,800 m. Le Nassau furono inoltre equipaggiate con sei tubi lanciasiluri da 450 mm montati all'interno dello scafo sotto la linea di galleggiamento: uno a prua, uno a poppa e due su ogni fiancata.

### Corazzatura
Le Nassau furono dotate di una corazzatura cementata Krupp: le navi avevano una cintura corazzata spessa 300 mm nel suo punto più spesso, dove proteggeva gli organi vitali, e 80 mm in quello più sottile, nelle zone meno critiche dello scafo come la prua e la poppa; dietro la cintura corazzata vi era una paratia anti-siluro spessa 30 mm. Il ponte delle unità era protetto da una corazza spessa tra i 55 e gli 80 mm; la torre di comando anteriore aveva un tetto corazzato spesso 80 mm e fiancate spesse 400 mm, mentre quella posteriore aveva un tetto di 50 mm e fiancate di 200 mm. Le torri dei cannoni principali erano protette da un tetto corazzato spesso 90 mm e da fiancate spesse 280 mm, mentre le casematte dell'artiglieria secondaria avevano uno spessore di 160 mm. Le navi furono dotate anche di reti anti-siluri, le quali tuttavia furono rimosse dopo il 1916.

## Unità
| Nome          | Impostazione   | Cantiere                        | Varo              | Entrata in servizio | Destino finale                                                                    |
| ------------- | -------------- | ------------------------------- | ----------------- | ------------------- | --------------------------------------------------------------------------------- |
| SMS Nassau    | 22 luglio 1907 | Kaiserliche Werft Wilhelmshaven | 7 marzo 1908      | 1º ottobre 1909     | Consegnata come preda bellica al Giappone, venduta per la demolizione nel 1921    |
| SMS Westfalen | 12 agosto 1907 | AG Weser                        | 1º luglio 1908    | 16 novembre 1909    | Consegnata come preda bellica al Regno Unito, venduta per la demolizione nel 1924 |
| SMS Rheinland | 1º giugno 1907 | AG Vulcan                       | 26 settembre 1908 | 30 aprile 1910      | Consegnata come preda bellica al Regno Unito, venduta per la demolizione nel 1921 |
| SMS Posen     | 11 giugno 1907 | Germaniawerft                   | 13 dicembre 1908  | 31 maggio 1910      | Consegnata come preda bellica al Regno Unito, venduta per la demolizione nel 1922 |

### Riferimenti
1. ↑  Gardiner & Gray, pp. 144-145.
2. ↑  Gardiner & Gray, p. 134.
3. 1 2 3  Gardiner & Gray, p. 145.
4. 1 2 3  Ireland, p. 30.
5. 1 2 3 4 5 6  Gröner, p. 23.
6. ↑  Friedman, p. 63.
7. ↑  Lyon, pp. 100-101.
8. 1 2 3  Breyer, p. 263.
9. 1 2 3 4 5  Gardiner & Gray, p. 140.
10. 1 2  NavWeaps (28 cm/45).
11. ↑  Friedman, 2008, p. 157.